# Ozonski omotač
Ozonski omotač ili ozonski sloj je dio Zemljine atmosfere (stratosfera) koji sadrži relativno visoku koncentraciju ozona, a to je između 10 do 50 km iznad Zemljine površine. Premda je količina ozona u atmosferi relativno mala (maksimalne koncentracije ne prelaze 0,001 %), njegova važnost za život na Zemlji je ogromna. To je filter za ultraljubičasto zračenje sa Sunca, koje ima valnu duljinu manju od 320 nm (UVB i UVC). Osim ozona ni jedan od preostalih sastojaka atmosfere ne apsorbira UV zračenje u rasponu od 240 do 290 nm. Kad bi to zračenje došlo do Zemljine površine, oštetilo bi genetički materijal (DNK), a fotosinteza, koja je neophodna za biljni svijet, bila bi onemogućena.

## Povijest u znanosti
Francuski fizičari Charles Fabry i Henri Buisson prvi su otkrili ozonski omotač. Uspjeli su dokazati u godini 1913. UV spektroskopskim mjerenjima po prvi put u gornjoj atmosferi ozonski omotač. Svojstva ozonskog omotača je još detaljnije istražio britanski meteorolog G. M. B. Dobson, koji je razvio spektrofotometar (Dobsonov metar), koji se koristio za mjerenje stratosferskog ozona s tla. Između 1928. i 1958. Dobson je uspostavio svjetsku mrežu stanica za praćenje ozona, koje rade i danas. 
Dobsonova jedinica je jedinica u kojoj se najčešće izražava količina ozona u atmosferi. Količina ozona u atmosferi izražena u DU jednaka je ukupnoj količini O3 koja se nalazi u vertikalnom stupcu zraka koji se proteže od tla do vrha atmosfere. Kada bi sav ozon iz vertikalnog stupca doveli na standardne uvjete ne mijenjajući pri tom veličinu baze stupca, stupac ozona visok 0,01 mm bio bi jednak jednoj DU. Uobičajena količina ozona u atmosferi je 300 DU. 

## Porijeklo ozona
Fotokemijski mehanizam kojim se stvara ozonski omotač je otkrio britanski meteorolog Sidney Chapman 1930. Ozon se u Zemljinoj atmosferi stvara uz pomoć Sunčevog ultraljubičastog zračenja, koje udara molekularni kisik (O2), razdvajajući ga u dva atoma kisika (O) i zatim kemijski reagira s nerazdvojenim molekularnim kisikom (O2), stvarajući ozon (O3). Molekula ozona nije stabilna (iako u stratosferi dugo ostaje) i kad ponovo Sunčevo ultraljubičasto zračenje udari molekulu ozona, razdvaja ga na molekularni kisik (O2) i atom kisika (O), nastavljajući ponovo ciklus stvaranja ozonskog sloja, koji se naziva Chapmanov ozonski ciklus. 
Ozonski sloj se nalazi 10 do 50 km iznad Zemljine površine, s tim da se 90 % ozona nalazi u stratosferi. Najveća koncentracija ozona je između 20 do 40 km, gdje se koncentracije kreću od 0,0002 % do 0,0008 %. 

## Ultraljubičasto zračenje i ozon
Premda je količina ozona u atmosferi relativno mala, njegova važnost za život na Zemlji je ogromna. Kada se promatra njegovo djelovanje na ljudsko zdravlje i okolinu, ultraljubičasto zračenje se obično dijeli na UVA (400–315 nm) ili dugovalno (crno svjetlo), UVB (315–280 nm) ili srednjevalno i UVC (< 280 nm) ili kratkovalno (antimikrobno).
UVC zračenje blokira ozonski omotač i trenutno ne predstavlja neposrednu prijetnju.
UVB zračenje, koje ne prodire u dublje slojeve kože, izaziva akutno oštećenje kože (eritem - crvenilo) u obliku opeklina, koje dovodi do degeneracije kože, njezina starenja, a može izazvati i rak kože zbog oštećenja gena za obnovu stanica kože.
UVA zračenje stvara spontanu i neposrednu pigmentaciju kože povećanom proizvodnjom melanina. Prodire u dublje slojeve kože uzrokujući oštećenja i mogući razvoj raka kože u kasnijoj fazi života.

## Raspodjela ozona u stratosferi
Debljina ozonskog omotača se razlikuje, tako je uglavnom u blizini ekvatora manja i povećava se prema polovima. Debljina se mijenja ovisno o godišnjim dobima i uglavnom je ozonski omotač najdeblji u proljeće i najtanji u jesen, posebno na sjevernoj polutki. Razlog za to su zračna strujanja, a i intenzitet Sunčevog zračenja. 
Budući da se stratosferski ozon stvara zbog Sunčevog ultraljubičastog zračenja, normalno je očekivati da bi najviše ozona trebalo biti u tropskom pojasu, a najmanje u polarnim regijama. Isto bi bilo normalno da je najviše ozona po ljeti, a najmanje u zimu. Promatranja pokazuju sasvim nešto drugo, najviše ozona ima u umjerenom pojasu na sjevernoj i južnoj polutki, i najviše ga ima u proljeće, a najmanje u jesen. 
To se objašnjava s prevladavajućim stratosferskim vjetrovima, što je poznato kao Brewer-Dobsonovo strujanje zraka. Ustvari, najviše se ozona i stvara u tropskom pojasu, ali strujanje zraka odnosi ozon prema polovima i prema donjem dijelu stratosfere. Ipak, na južnoj polutki, zbog pojave koja se naziva ozonska rupa, ima najmanje ozona u svijetu i posebno iznad Antartike, u rujnu i listopadu
Ozonski omotač je u tropskom pojasu na većim visinama, a u umjerenom i polarnom pojasu na nižim visinama. Ta razlika se dešava zbog slabog strujanja između troposfere i stratosfere, posebno u tropskom pojasu. Vrijeme potrebno da se zrak podigne iz tropske tropopauze, na visinama od 16 do 20 km iznad tla, je između 4 do 5 mjeseci (oko 9,1 m dnevno).

## Ozonska rupa
Ozon se u Chapmanovom ozonskom ciklusu, uz pomoć ultraljubičastog zračenja sa Sunca, raspada reakcijom s jednoatomnim kisikom O, što se odvija uz prisustvo katalizatora, a to su prisutni slobodni radikali u atmosferi, od kojih su najvažniji hidroksil (OH), dušikov oksid (NO), didušikov oksid (N2O), atomski klor (Cl) i brom (Br).
Sredinom sedamdesetih godina 20. stoljeća nad Antarktikom je u ozonskom omotaču uočeno veliko smanjenje koncentracije ozona (ozonske rupe) s obzirom na ranija razdoblja. Kemičari atmosfere pripisuju to smanjenje ljudskom djelovanju, odnosno ljudskoj emisiji klorofluorougljika (CFC, koji su poznati i pod nazivom freoni) i halona. Najveće smanjenje (ponegdje čak do 99%) uočeno je na visinama od 14-19 km nad tlom. Kako bi spriječila pogubno djelovanje ozonske rupe na život na Zemlji, međunarodna zajednica ulaže velike napore da se emisija CFC svede na minimum.
2009., didušikov oksid (N2O) je kemijska tvar, koja je najviše osiromašila ozonski omotač, zbog ljudskog djelovanja.

## Vanjske poveznice
- PMF  Arhivirana inačica izvorne stranice od 15. prosinca 2009. (Wayback Machine)
- Uredba o tvarima koje oštečuju ozonski sloj (1,3 MB)  Arhivirana inačica izvorne stranice od 3. prosinca 2008. (Wayback Machine)
- Zaštita ozonskog omotača  Arhivirana inačica izvorne stranice od 15. prosinca 2009. (Wayback Machine)